# Campylocentrum gracile
Campylocentrum gracile é uma espécie de orquídea, família Orchidaceae, que existe apenas no Brasil. Trata-se de pequena planta epífita, monopodial, com caules curtos, folhas dísticas, e inflorescência racemosa com flores espaçadas minúsculas, de cor branca, de sépalas e pétalas livres, e nectário na parte de trás do labelo. Pertence ao grupo de espécies inflorescências mais longas que as folhas.

## Histórico
- Campylocentrum gracile Cogn. in C.F.P.von Martius & auct. suc. (eds.), Fl. Bras. 3(6): 513 (1906).

Esta espécie foi descrita em 1906, por Cogniaux, com base em uma planta coletada por Glaziou em local desconhecido de Minas Gerais. Trata-se de planta similar ao Campylocentrum ulei do qual diferencia-se por apresentar folhas mais largas na porção intermediária e mais estreitas no ápice e na base, flores com sépalas, pétalas e labelo bastante agudos e aproximadamente do mesmo comprimento, e labelo com lóbulos laterais arredondados. Trata-se de planta pouco conhecida sobre a qual quase não há referências. Existe nos estados de São Paulo, Minas Gerais, Santa Catarina e Rio de Janeiro.